# COUM Transmissions
COUM Transmissions è stato un gruppo britannico di performance art, influenzato dal dadaismo e dai Merry Pranksters.
I COUM Transmissions sono stati formati a Kingston upon Hull (Yorkshire) nel 1969 da Genesis P-Orridge e Cosey Fanni Tutti. Le loro azioni sono caratterizzate da una forte componente autolesionista che funge spesso da detonatore per una guerriglia psicologica finalizzata alla trasgressione delle regole sociali e contestazione nei confronti del puritanesimo stratificato.
Fecero inoltre parte del gruppo Foxtrot Echo (o Echo Foxxtrot), Fizzey Peet, Peter Christopherson e Chris Carter.
Il gruppo fu attivo fino al 1976, quando fu totalmente soppiantato dal nuovo progetto del gruppo già attivo dal 3 settembre 1975, i Throbbing Gristle.

## Storia

### Fondazione: 1968–1970

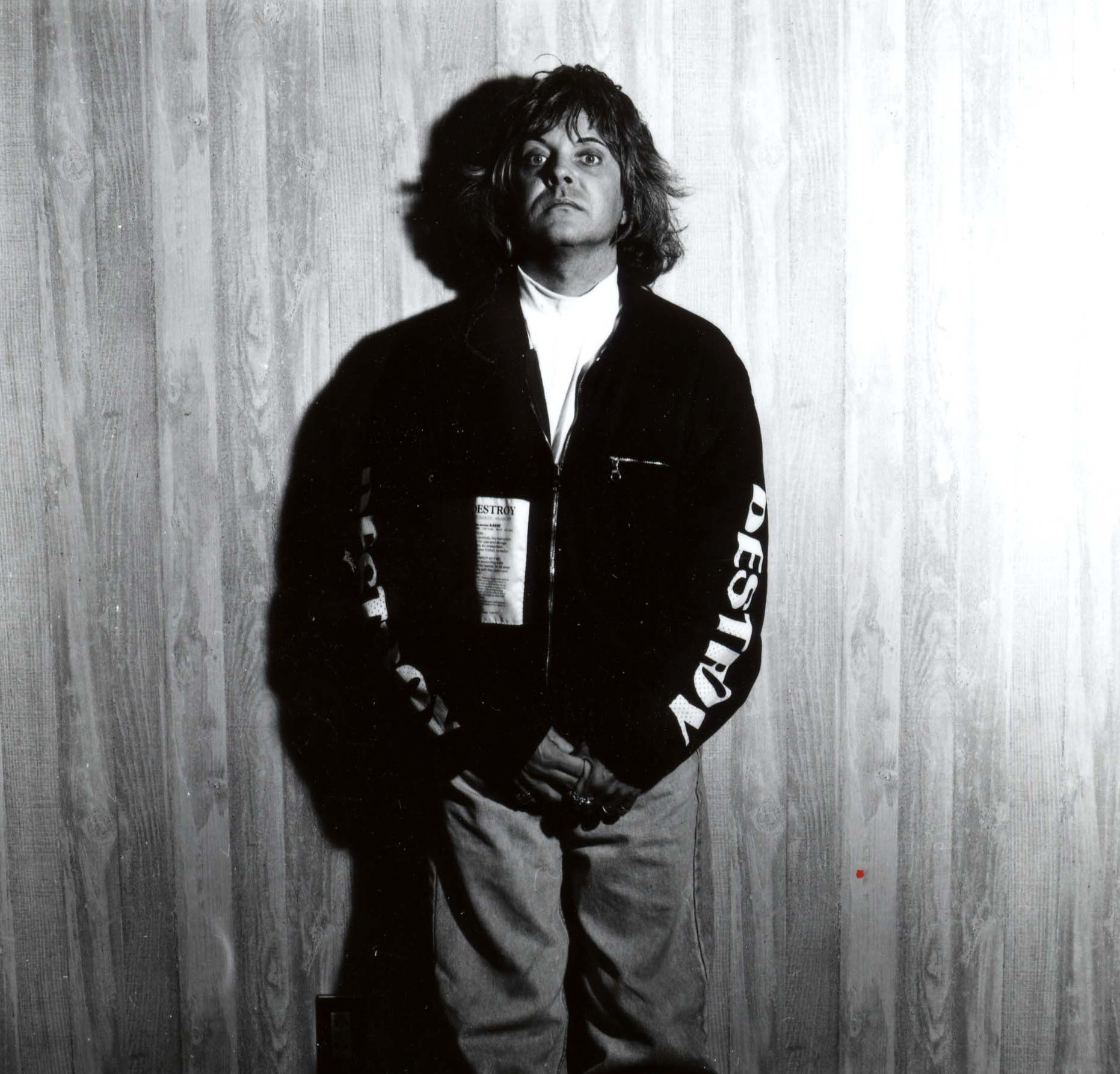
Genesis P-Orridge, il fondatore di COUM Transmissions, in Giappone negli anni '80 o '90.

Il fondatore di COUM Transmissions è stato Genesis P-Orridge (1950–2020), un mancuniano di nascita che in seguito ha fondato Throbbing Gristle e altri progetti. Studente universitario che aveva sviluppato un grande interesse per la controcultura radicale, P-Orridge aveva abbandonato gli studi all'Università di Hull trascorse tre mesi vivendo nella comunità di artisti "Transmedia Explorations" nel nord di Londra alla fine del 1968. I membri della comunità aderirono a un regime rigoroso con l'intenzione di scoraggiare i suoi membri dalla loro routine e comportamento convenzionale; era loro vietato dormire nello stesso posto per un certo numero di notti consecutive, il cibo veniva cucinato in orari irregolari della giornata e tutti gli indumenti erano tenuti in una cassa comune, con i suoi membri che indossavano qualcosa di diverso ogni giorno. P-Orridge rimase lì per tre mesi, fino alla fine di ottobre 1969, dopo aver deciso di andarsene, a causa della rabbia per il fatto che ai leader della comune fossero stati concessi più diritti rispetto agli altri membri e credeva che il gruppo mancasse di interesse per la musica. Dopo aver fatto l'autostop attraverso il paese, Genesis P-Orridge si stabilì nella nuova casa dei genitori a Shrewsbury e si offrì volontario come impiegato nella nuova attività del padre.
P-Orridge ha sviluppato per la prima volta il concetto di COUM durante un viaggio di famiglia in Galles, mentre era seduto sul retro dell'auto; P-Orridge è diventato "disincarnato e ha sentito voci e ha visto il simbolo COUM e ha sentito le parole 'COUM Transmissions'". Tornando a casa quella sera, P-Orridge riempì tre taccuini con vari pensieri e idee artistiche, influenzati in parte dal tempo trascorso con Transmedia Explorations. Nel dicembre 1969, P-Orridge tornò a Hull per incontrare l'amico John Shapeero, con il quale P-Orridge avrebbe trasformato COUM Transmissions in una troupe artistica e musicale d'avanguardia. Inizialmente discussero su come definire "COUM". P-Orridge disegnò un logo per il gruppo, costituito da un pene semi-eretto formato dalla parola COUM con una goccia di sperma che fuoriesce dall'estremità, mentre il motto "YOUR LOCAL DIRTY BANNED" era inciso sotto. Un altro logo creato da Megson consisteva in un sigillo disegnato a mano accompagnato dalla dicitura "COUM garantisce delusione" ("COUM guarantee disappointment"); fin dalla loro prima fondazione, il gruppo ha fatto uso di giochi di parole nelle loro opere d'arte e di pubblicità.
I primi eventi pubblici di COUM furono concerti musicali improvvisati eseguiti in vari pub intorno a Hull; i titoli di questi eventi includevano Thee Fabulous Mutations, Space Between the Violins, Dead Violins and Degradation e Clockwork Hot Spoiled Acid Test. Quest'ultimo combinava i titoli del romanzo di fantascienza distopico di Anthony Burgess A Clockwork Orange (1962) con The Electric Kool-Aid Acid Test (1968) di Tom Wolfe, un'opera di giornalismo letterario dedicata ai Merry Pranksters, un comune statunitense gruppo contro-culturale che sosteneva l'uso di droghe psichedeliche. La musica di COUM era anarchica e improvvisata, facendo uso di strumenti come violini rotti, pianoforti, chitarre, bonghi e tamburi. Col passare del tempo, avrebbero aggiunto ulteriori teatralità alle loro esibizioni, in un caso facendo strisciare il pubblico attraverso un tunnel di polietilene per entrare nel locale.
Nel dicembre 1969, P-Orridge e Shapeero si trasferirono dal loro appartamento in un ex magazzino di frutta nella zona portuale di Hull, con vista sull'Humber. Chiamato Ho-Ho Funhouse da P-Orridge, il magazzino è diventato la casa comune di un assortimento di figure contro-culturali, tra cui artisti, musicisti, stilisti e produttori di riviste underground. Nel Natale del 1969, una donna di nome Christine Carol Newby (1951–) si trasferì al Funhouse dopo essere stata cacciata di casa da suo padre. Avendo precedentemente stretto amicizia con P-Orridge a una festa del test acido, Newby si sarebbe trasferito nella sua stanza al Funhouse, adottando il nome di battaglia "Cosey Fanni Tutti" dopo il titolo dell'opera di Amadeus Mozart del 1790 Così fan tutte. Unendosi a COUM, Tutti inizialmente ha aiutato nella costruzione di oggetti di scena e nella progettazione di costumi, ed era lì quando il gruppo ha iniziato a spostare la sua attenzione dalla musica alla performance art e ad eventi più teatrali; uno di questi prevedeva che il gruppo si presentasse per suonare un concerto ma intenzionalmente non portasse alcuno strumento, qualcosa che P-Orridge considerava "molto più teatrale, farsesco e spensierato" rispetto alle loro precedenti esibizioni.

### Notorietà a Hull: 1971–1973
Il 5 gennaio 1971, ormai residente all'8 di Prince Street Hull, Megson cambiò ufficialmente il suo nome in Genesis P-Orridge per atto di sondaggio, combinando il suo soprannome adottato di "Genesis" con un errore di ortografia di "porridge", il cibo di cui viveva quando era studente. Il suo nuovo nome di battaglia era intenzionalmente poco affascinante, e sperava che adottandolo avrebbe innescato il suo "fattore geniale". Ciò ha attirato l'attenzione dello Yorkshire Post, che ha pubblicato un articolo su COUM Transmissions l'11 febbraio. Ben presto, COUM iniziò ad attirare ulteriore attenzione da parte dei media dai giornali di tutto il paese. Il 18 aprile 1971, COUM, composto da Genesis P'Orridge e Spydeee Gasmantell, trasmise la loro prima sessione radiofonica in diretta, per il programma On Cue per Radio Humberside e fu intervistato da Jim Hawkins. Oltre alla loro esposizione alla radio e alla stampa, hanno eseguito una varietà di altri eventi, come Riot Control al Gondola Club e poi la loro prima azione di strada, Absolute Everywhere, che li ha messi nei guai con le forze di polizia locali.
Il Gondola Club è stato perquisito dalla polizia e subito dopo è stato chiuso; la maggior parte degli altri club locali ha incolpato COUM e ha vietato loro ufficiosamente di esibirsi nell'area di Hull. COUM ha redatto una petizione che venne distribuito localmente per ottenere supporto per il gruppo e, di conseguenza, il gruppo ha ottenuto una prenotazione al locale Brickhouse, che è stata la loro prima esibizione in cui il pubblico ha applaudito e chiesto il bis. Tuttavia, la petizione conteneva il loro logo fallico e la polizia ha accusato P-Orridge e il collega membro del COUM Haydn Robb (poi noto come Haydn Nobb) di aver pubblicato un annuncio osceno, sebbene le accuse siano state successivamente ritirate. Ottenendo copertura sulla stampa musicale, l'interesse per la band crebbe e fu chiesto loro di supportare il gruppo rock Hawkwind alla St. George's Hall di Bradford nell'ottobre 1971, dove eseguirono un pezzo intitolato Edna and the Great Surfers, dove guidarono la folla gridando "Off, Off, Off". Il mese successivo, la band attirò l'interesse di John Peel, che parlò della band in Disco and Music Echo, osservando che "alcuni potrebbero dire che i Coum fossero pazzi, ma la costante esposizione all'umanità mi costringe a credere che abbiamo bisogno di più pazzi come loro." Sono anche apparsi in un articolo su Torch, la pubblicazione del sindacato studentesco dell'Università di Hull, intitolato "God Sucks Mary's Hairy Nipple"; un titolo da un messaggio ricevuto durante una seduta spiritica a Solihull frequentato da P'Orridge, Gasmantell e altri nel 1967. L'autore dell'articolo, Haydn Robb, si sarebbe successivamente unito al collettivo di performance. Tim Poston (1945–2017), successivamente docente di matematica alla Warwick University, ha continuato a intraprendere ricerche sulla teoria delle catastrofi, influenzato, si afferma da Genesis P'Orridge, dal suo lavoro in COUM.
I COUM pubblicarono una canzone prodotta in questo primo periodo, "Dry Blood Tampax", nella loro cassetta del 1983 23 Drifts to Guestling. Hanno riconosciuto che non sarebbero mai diventati un successo commerciale e quindi hanno cercato altre forme di finanziamento, richiedendo con successo una piccola sovvenzione per le arti sperimentali dalla Yorkshire Arts Association, un ente finanziato con fondi pubblici. Ora descrivendosi apertamente come artisti performativi, COUM ha ammirato il lavoro dei dadaisti e ha sottolineato la qualità amatoriale del loro lavoro, proclamando che "[il] futuro della musica risiede nei non musicisti", e contrastando fortemente se stessi con le figure di formazione classica coinvolte nel rock progressivo che all'epoca aveva raggiunto la popolarità principale in Gran Bretagna. P-Orridge iniziò a interessarsi sempre più all'infantilismo, fondando una scuola d'arte fittizia, L'ecole de l'art infantile, il cui lavoro culminò in un evento del 1983 noto come Baby's Coumpetition tenutosi presso l'Università di Oxford chiamato May Festival, che aveva co-organizzato con Robin Klassnik e Opal L. Nations. Un'altra invenzione di P-Orridge in questo momento era il suo Ministero dell'insicurezza antisociale (MAI - Ministry of Antisocial Insecurity), una parodia del Ministry of Social Securit. Ha anche iniziato a lavorare alla creazione di un personaggio noto come Alien Brain, e nel luglio 1972 ha eseguito il World Première of The Alien Brain all'Hull Arts Centre, un happening multimediale che ha coinvolto il pubblico e che ha ricevuto finanziamenti dalla Yorkshire Arts Association. Quell'estate parteciparono anche al National Rock/Folk Contest al New Grange Club di Hull con un set intitolato This Machine Kills Music; una parodia dello slogan "questa macchina uccide i fascisti" (un messaggio che Woody Guthrie mise sulla sua chitarra a metà degli anni Quaranta).
Crearono anche il loro primo libro per la pubblicazione; il primo volume di un progetto noto come The Million and One Names of COUM apparve nel 1972, contenente 1001 slogan, come "COUM are Fab and Kinky" e "A thousand and one ways to COUM". Questo era basato sul racconto di fantascienza The Nine Billion Names of God scritto da Arthur C. Clarke nel 1953. Un'altra delle prime pubblicazioni di P-Orridge fu il libro Copyright Breeches (1973), che esplorava il suo fascino in corso con il simbolo del diritto d'autore e le sue più ampie implicazioni per l'arte e la società. COUM ha organizzato eventi per il consiglio comunale di Hull Fanfare for Europe per commemorare l'adesione del Regno Unito alla Comunità economica europea nel 1973, mentre quell'anno P-Orridge presentò un'opera d'arte concettuale, "Wagon Train", al Winter Show della Ferens Art Gallery, rivelandosi controversa sulla stampa locale.

### Trasferimento a Londra: 1973–1976
In seguito alle continue molestie della polizia, P-Orridge e Tutti si trasferirono a Londra e ottenendo uno studio nel seminterrato a Hackney che chiamarono "Death Factory". Dopo una breve corrispondenza, qui P-Orridge incontrò il romanziere e poeta americano William S. Burroughs (1914–1997), che in seguito lo presentò al poeta e artista inglese/canadese Brion Gysin (1916–1986). Gysin sarebbe diventato una grande influenza sulle idee e sui lavori di P-Orridge ed era il suo tutore principale nella magia. Il 1973 vide COUM prendere parte al Fluxshoe esponendo il lavoro degli artisti Fluxus; è stato organizzato da David Mayor, che ha stretto amicizia con P-Orridge. Al Festival di Edimburgo di quell'anno, hanno intrapreso il loro pezzo Art Vandals ispirato a Marcel Duchamp alla Richard Demarco Gallery, in cui hanno coinvolto gli ospiti in conversazioni non convenzionali e hanno versato cibo e bevande sul pavimento. Esibendosi insieme agli Azionisti viennesi, subirono una crescente influenza da questi artisti performativi austriaci, adottando la loro enfasi sull'uso di tattiche shock per combattere la moralità convenzionale. Il settembre 1973 li vide produrre il loro primo film, Wundatrek Tours, che documentava una giornata a Brighton, mentre durante tutto l'anno inviavano cartoline che avevano disegnato a mostre di mail art in tutto il mondo. 
"COUM consente a tutti i tipi di persone di scoprire le proprie capacità di esprimere idee attraverso diversi media. COUM crede che non sia NECESSARIO un addestramento speciale per produrre e/o godere di opere valide, significative e uniche. COUM dimostra che NON ci sono confini in qualsiasi forma. NON è stato fatto tutto prima, e ciò che ha può ancora sopportare una valida reinterpretazione. Le possibilità [sic] rimangono infinite".

- Manifesto COUM, 1974.
Nel gennaio 1974, COUM decise di focalizzare nuovamente la propria attenzione sulla musica, in collaborazione con l'artista canadese Clive Robertson; il loro pezzo co-creato era intitolato Marcel Duchamp's Next Work. È stato presentato in anteprima il 24 gennaio 1974 al Quarto Festival Internazionale di Musica Elettronica e Media Misti allo Zwaarte Zaal di Gand, in Belgio, e ha avuto la sua seconda esecuzione al Palais des Beaux-Arts di Bruxelles. Il pezzo ha comportato l'unione di dodici repliche della scultura Bicycle Wheel del 1913 dell'artista dada Marcel Duchamp, assemblati in cerchio, che venivano poi suonati come strumenti musicali mentre P-Orridge o Robertson dirigevano il pezzo. Il successivo lavoro importante di COUM fu Couming of Age, eseguito nel marzo 1974 all'Oval House di Kennington, nel sud di Londra; rappresentava lo spettacolo teatrale più convenzionale della loro carriera. Dopo lo spettacolo, sono stati avvicinati da un membro del pubblico, Peter Christopherson, che condivideva molti dei loro interessi; P-Orridge e Tutti lo hanno soprannominato "Squallido" a causa del suo particolare interesse per gli aspetti sessuali del lavoro di COUM. Iniziò ad aiutarli usando le sue capacità di fotografo e graphic designer, e si esibì per la prima volta con loro nel loro lavoro del marzo 1975 Couming of Youth. Nel maggio 1974, COUM pubblicò un manifesto pubblicato su un foglio A3 fronte-retro intitolato Decoumpositions and Events.
Nell'aprile 1974 l'Arts Council of Great Britain ha concesso a COUM la prima metà di una sovvenzione di 1.500 sterline, che è stata ampiamente utilizzata per saldare il debito di 300 sterline dei gruppi. I soldi stabilizzarono il gruppo, che ora comprendeva P-Orridge e Tutti come direttori, John Gunni Busck come direttore tecnico e Lelli Maull come direttore musicale. Durante quell'anno, fecero uso di vari luoghi gestiti da artisti a Londra, in particolare l'Art Meeting Place (AMP) a Covent Garden, dove si esibirono regolarmente nel 1974; queste azioni includevano Orange and Blue, Blue Movie Boy di Gainsborough, 4 Hours Music Action, Signals e Throbbing Gristle. Un certo numero di questi lavori ha comportato l'esplorazione dell'equilibrio di genere da parte di P-Orridge e Tutti, inclusi i concetti di confusione di genere; P-Orridge, ad esempio, si è vestito con abiti femminili per adottare il personaggio di "Crystal P-Orridge" in un'occasione. In un altro pezzo eseguito all'AWB, intitolato Filth, P-Orridge e Tutti hanno eseguito atti sessuali usando un dildo a doppia estremità mentre erano su un letto.
COUM era frustrato dalle restrizioni imposte loro dall'Arts Council come prerequisito per ricevere finanziamenti; il Consiglio ha insistito affinché si esibissero in almeno otto luoghi scelti appositamente all'anno, sebbene COUM ritenesse che ciò significasse esibirsi ripetutamente davanti allo stesso pubblico e desiderava esibirsi in una vasta gamma di altri luoghi, come nei campi e per le strade. Nell'agosto 1974 realizzarono una performance art spontanea non autorizzata a Brook Green, Hammersmith. Intitolato Airborn Spells, Landborn Smells, ha comportato che i membri del gruppo fingessero di essere cani e spingessero una carrozzina contenente teste di pollo e assorbenti insanguinati; durante lo spettacolo è arrivata la polizia che ha posto fine all'evento, ritenendolo osceno. Nel settembre 1974, i COUM furono invitati a partecipare allo Stadfest a Rottweil, Germania Ovest, e procedettero con una borsa di viaggio del British Council. La loro prima esibizione era intitolata Schlimm, che coinvolgeva P-Orridge e Tutti che eseguivano azioni anarchiche per strada usando una serie di oggetti di scena. Il giorno successivo, hanno seguito questo con una seconda azione di strada, All that Glitters is not Kunst, che è valso loro le lodi di Bridget Riley ed Ernst Jandl, entrambi presenti. Il plauso che COUM ricevette a Rottweil stabilì la reputazione del gruppo come "uno dei gruppi di performance art più innovativi allora sulla scena artistica londinese", convincendo l'Arts Council e il British Council a prenderli più sul serio e offrire loro maggiore sostegno.
Nel febbraio 1975, P-Orridge ottenne il suo unico lavoro a tempo pieno, lavorando come assistente al montaggio per Colin Naylor alla St. James 'Press, in cui aiutò a compilare il libro di riferimento sugli Artisti Contemporanei. Ciò significava che aveva meno tempo da dedicare a COUM ma guadagnava una vasta gamma di contatti nel mondo dell'arte. Durante quell'anno, COUM si imbarcò in una serie di cinque performance che chiamò Omissions; questi sono stati eseguiti in tutta Europa, anche all'Europa-Tag di Gross Gerau e al Kulturamt di Kiel. Nel marzo 1975, COUM eseguì Couming of Youth al Melkweg del Theater Zaal, Amsterdam. Adottando una posizione più violenta rispetto al loro lavoro precedente - in questo riflettendo un'influenza degli azionisti viennesi - la performance prevedeva l'automutilazione, Cosey che inseriva candele accese nella sua vagina, P-Orridge che veniva crocifisso e frustato, e P-Orridge e Cosey che avevano rapporto sessuale. Al Nuffield Festival di Southampton nel luglio 1975, COUM eseguì Studio of Lust, dove P-Orridge si masturbava pubblicamente e tutti i membri si spogliavano e adottavano pose sessuali.

### Chris Carter e la fondazione di Throbbing Gristle: 1975
"Quando siamo passati da Coum Transmissions a TG, affermavamo anche che volevamo entrare nella cultura popolare, lontano dal contesto della galleria d'arte, e mostrare che la stessa tecnica che era stata fatta operare in quel sistema poteva funzionare. Volevamo testarlo nel mondo reale, o più vicino al mondo reale, a un livello più di strada - con ragazzini che non avevano alcuna istruzione nella percezione dell'arte, che venissero e si immedesimassero o no; che gli piacesse il rumore o no. Un piccolo movimento dadaista, eh?"

- P-Orridge, 1983
I COUM furono presentati a Chris Carter nell'estate del 1975 tramite il loro comune amico John Lacey. Lacey credeva che Carter sarebbe stato interessato a COUM a causa del suo particolare interesse per l'uso sperimentale di luci e suoni. Insieme, Carter, Christopherson, Cosey e P-Orridge fondarono un gruppo musicale, i Throbbing Gristle, il 3 settembre 1975; avevano deliberatamente scelto quella data perché era il 36º anniversario dell'entrata del Regno Unito nella seconda guerra mondiale. Il termine "cartilagine palpitante" ("throbbing gristle") è stato deliberatamente scelto perché era un termine gergale dello Yorkshire per un pene eretto. Throbbing Gristle, o TG come era ampiamente noto, era rivolto a un pubblico più ampio rispetto a COUM, mirando quindi a lavorare all'interno cultura popolare piuttosto che il regno elitario della scena artistica. COUM e TG sono stati in gran parte trattati come entità distinte; la stampa musicale ha ignorato COUM e ha visto i TG come art rock sperimentale, mentre la stampa artistica ha ignorato i TG, vedendo i COUM come artisti performativi. Nonostante la loro intenzione di operare all'interno dei regni della cultura popolare, i TG non hanno mai avuto successo nelle classifiche e sono rimasti una band di culto; il loro pubblico era tuttavia molto più vasto di COUM.
COUM ha continuato ad operare al fianco di TG, e nell'ottobre 1975 hanno eseguito Jusquà la balle crystal alla IX Biennale di Parigi al Musée d'art modern. Il prestigio di essere invitato a un evento del genere ha portato l'Arts Council a concedere loro una sovvenzione di £ 1.600, sebbene solo la prima metà di questa cifra fosse stata pagata. La mail art di COUM aveva assunto una dimensione sempre più pornografica, e nel novembre 1975 la polizia accusò P-Orridge di aver distribuito materiale osceno attraverso il sistema postale ai sensi del Post Office Act del 1953; questo processo fu fissato per il febbraio del 1976.

### Lo spettacoloProstitution: 1976
Il loro spettacolo Prostitution, nel 1976 presso l'Institute of Contemporary Arts (ICA) di Londra, esponeva immagini pornografiche di Tutti da riviste e fotografie di nudo erotico. Lo spettacolo presentava una spogliarellista, usava Tampax in vetro e guardie travestite. Prostitute, punk e persone in costume erano tra quelle assunte per socializzare con il pubblico della galleria. Lo spettacolo ha provocato un dibattito in Parlamento sul finanziamento pubblico di tali eventi. Alla Camera dei Comuni, il deputato conservatore scozzese Sir Nicholas Fairbairn ha chiesto spiegazioni al ministro delle arti Harold Levere ha proclamato P-Orridge e Tutti come "demolitori della civiltà".
Verso la fine di COUM, le esibizioni spesso consistevano solo nella presenza di P-Orridge, Cosey e Sleazy, il gruppo principale che ha poi formato i Throbbing Gristle.
COUM finì quando, durante uno spettacolo ad Anversa, P-Orridge aveva ingerito foglie, corteccia e whisky e iniziò a tagliarsi la pelle con le unghie, si ammalò e dovette essere portato in ospedale. Decise di "smettere di fare performance art".

## Discografia
Nel luglio 2009, l'etichetta discografica americana Dais Records ha pubblicato LP in vinile d'archivio di COUM Transmissions intitolati The Sound Of Porridge Bubbling (2009), Sugarmorphoses (2011) e Home Aged & The 18 Month Hope (2013) in un'edizione limitata di 500, come è stato il caso di Early Worm (Genesis P-Orridge, Spydeee Gasmantell, Pingle Wad e Ron Megson, il padre di Genesis P-Orridge, 1968) nel 2008.
L'LP COUM Transmissions The Sound of Porridge Bubbling è stato registrato nel 1971 con Genesis P-Orridge, Spydeee Gasmantell, Ray Harvey, Cosey Fanni Tutti e altri. Il contenuto musicale dell'LP è di natura improvvisativa e d'avanguardia, e per la maggior parte le tracce dell'album sono costituite da materiale parlato ed esperimenti sonori, che a volte ricordano il materiale audio che William S. Burroughs e Brion Gysin stavano sperimentando. con negli anni '60. Una traccia, Nude Supper, è una lettura diretta di Spydeee Gasmantell di William S. Burroughslavoro, Naked Lunch. La versione online di questo album è stata successivamente modificata in modo che la traccia intitolata "Nude Supper" si riferisca alla traccia "Sound of Porridge Bubbling". La versione originale parlata della lettura di Naked Lunch si trova solo sulle 500 copie originali in vinile dell'album.

## Filmografia

### Regia

#### Cortometraggi
- Stocking top and swing (1974)
- Omissions (1975)
- Cease to exist no1 (1975)
- Coumdensation mucus (1975)
- Rectum as inner space (1976)
- After cease to exist (1977)

## Eredità
Other, Like Me: The Oral History of COUM Transmissions and Throbbing Gristle, un documentario su entrambi i progetti composto da filmati d'archivio, foto e interviste con i loro membri, è stato coprodotto da BBC Television e trasmesso su BBC Four nel dicembre 2021.